# Диалло, Габриэль
Габриэль Диалло (род. 24 сентября 2001, Монреаль, Канада) — канадский теннисист. Победитель одного турнира ATP в одиночном разряде; обладатель Кубка Дэвиса 2022 года в составе сборной Канады по теннису.

## Биография
Габриэль Диалло родился в Монреале, в Канаде. Его отец — гвинеец, а мать — украинка.

## Спортивная карьера
В августе 2022 года, в Монреале, Габриэль дебютировал на турнирах ATP-тура, получив уйалд-кард. В первом раунде победил Джеймса Дакворта.
На турнире серии «челленджер» в Гранби 2022 года Диалло выиграл 5 матчей подряд и завоевал свой первый титул. 21 ноября 2022 года он завершил год на самом высоком в карьере 224-м месте.
После выхода в полуфинал на «челленджере» в Пусане, где он проиграл первому сеяному Максу Пёрселлу, Диалло вошёл в топ-150 рейтинга теннисистов-профессионалов.
В 2022 году Диалло принимал участие вместе с канадской теннисной командой в розыгрыше Кубке Дэвиса. По итогам турнира Канада стала обладателем Кубка Дэвиса.
В 2023 году на турнире в Торонто Диалло впервые одержал победу в АТР-туре, победил Дэниела Эванса.
Габриэль выиграл свой второй титул на «челленджерах» на Открытом чемпионате Словакии 2023 года.
В мае 2024 года, на Открытом чемпионате Франции, Диалло, победив в квалификации, дебютировал в основной сетке турнира Большого шлема. В первом раунде в пятисетовом матче уступил японцу Кэю Нисикори.
На Открытом чемпионате США в 2024 году Диалло дошёл до третьего раунда, обыграв сначала Хауме Мунара, а затем Артюра Фиса. В третьем матче уступил Томми Полу из США.
Весной 2025 года на турнире в Мадриде уступил в финале квалификации Борне Чоричу, но из-за серии отказов получил место в основе, где пробился в четвертьфинал, попутно пройдя шестнадцатую ракетку мира Григора Димитрова. В июне в Хертогенбосе (Нидерланды) выиграл первый в карьере турнир ATP-тура, на пути к титулу обыграв трёх сеяных соперников, в том числе 21-ю и 24-ю ракетки мира.

## Рейтинг на конец года
| Год  | Одиночный рейтинг | Парный рейтинг |
| 2024 | 87                | 697            |
| 2023 | 139               | 392            |
| 2022 | 227               |                |
| 2021 | 988               | 1319           |
| 2020 | 1873              | 1087           |
| 2019 | 1755              | 1033           |

## Выступления на турнирах

### Финалы турнировATPв одиночном разряде (2)

#### Победа (1)
| Легенда                     |
| --------------------------- |
| Турниры Большого шлема (0)* |
| Итоговый турнир ATP (0)     |
| Мастерс (0)                 |
| АТР 500 (0)                 |
| АТР 250 (1)                 |

| Титулы по покрытиям | Титулы по месту проведения матчей турнира |
| ------------------- | ----------------------------------------- |
| Хард (0)*           | Зал (0)                                   |
| Грунт (0)           | Зал (0)                                   |
| Трава (1)           | Открытый воздух (1)                       |
| Ковёр (0)           | Открытый воздух (1)                       |

* количество побед в одиночном разряде.
| №  | Дата         | Турнир                  | Покрытие | Соперник в финале | Счёт в финале |
| -- | ------------ | ----------------------- | -------- | ----------------- | ------------- |
| 1. | 15 июня 2025 | Хертогенбос, Нидерланды | Трава    | Зизу Бергс        | 7-5 7-6(8)    |

#### Поражение (1)
| №  | Дата            | Турнир              | Покрытие   | Соперник в финале | Счёт в финале |
| -- | --------------- | ------------------- | ---------- | ----------------- | ------------- |
| 1. | 20 октября 2024 | Алма-Ата, Казахстан | Хард (зал) | Карен Хачанов     | 2-6 7-5 3-6   |